# پایگاه هوایی مایپورت
پایگاه هوایی مایپورت (به انگلیسی: Naval Station Mayport) (به زبان بومی: Admiral David L. McDonald Field) یک فرودگاه نظامی با کد یاتا NRB است که یک باند فرود آسفالت دارد و طول باند آن ۲۴۳۹ متر است. این فرودگاه در شهر جکسون‌ویل کشور ایالات متحده آمریکا قرار دارد و در ارتفاع ۵ متری از سطح دریا واقع شده‌است. ستاد فرماندهی جنوبی نیروی دریایی ایالات متحده آمریکا در این پایگاه قرار دارد.